# Хабіба Аль Мараші
Хабіба Аль Мараші — еміратська екологічна активістка. У 1991 році вона заснувала Environmental Group Emirates, яку продовжує очолювати. У 2004 році вона заснувала Arabia CSR Network (ACSRN), присвячену корпоративній соціальній відповідальності в арабському регіоні. Її називають «найвпізнаванішою фігурою екологічного руху ОАЕ» і широко оцінюють за її екологічну роботу, яка заохочує державне/приватне співробітництво у сфері переробки відходів, захисту довкілля та стійкості. Хабіба входить до ради Глобального договору ООН (UN GC).
Аль Мараші вже давно є відвертою прихильницею найкращих екологічних практик в Еміратах і часто лобіює зміни на громадських форумах та заходах.